# Клайнеберсдорф (Тюрингия)
Клайнеберсдорф (нем. Kleinebersdorf) — община в Германии, в земле Тюрингия.
Входит в состав района Заале-Хольцланд. Подчиняется управлению Хюгелланд/Телер. Население составляет 186 человек (на 31 декабря 2010 года). Занимает площадь 4,01 км².